# Panellenio Protathlema 1945-1946
La Panellenio Protathlema 1945-1946 è stata la dodicesima edizione del campionato greco di calcio, la prima dopo l'interruzione dovuta alla Seconda guerra mondiale, e si concluse con la vittoria dell'Aris Salonicco al suo terzo titolo.
Capocannoniere del torneo fu Vikelidis Kleanthis (Aris Salonicco) con 3 reti.

## Formula
Le squadre partecipanti disputarono una prima fase a carattere regionale.
Le prime classificate dei gironi di Atene, Salonicco e Pireo si qualificarono alla fase finale dove disputarono un girone di andata e ritorno per un totale di 4 partite.
Alla vincente venivano assegnati 3 punti, due al pareggio e uno in caso di sconfitta.

## Squadre partecipanti
| Squadra        | Città     | Stadio | Girone |
| -------------- | --------- | ------ | ------ |
| AEK Atene      | Atene     |        | EPSA   |
| Arīs Salonicco | Salonicco |        | EPSM   |
| Olympiacos     | Il Pireo  |        | EPSP   |

## Classifica girone finale
|                   | Pos. | Squadra        | Pt | G | V | N | P | GF | GS | DR |
| ----------------- | ---- | -------------- | -- | - | - | - | - | -- | -- | -- |
| Grecia (bandiera) | 1.   | Arīs Salonicco | 9  | 4 | 2 | 1 | 1 | 6  | 6  | 0  |
|                   | 2.   | AEK Atene      | 8  | 4 | 1 | 2 | 1 | 3  | 5  | -2 |
|                   | 3.   | Olympiacos     | 7  | 4 | 1 | 1 | 2 | 4  | 2  | +2 |

Legenda:

      Campione di Grecia
Note:

Tre punti a vittoria, due a pareggio, uno a sconfitta.

### Verdetti
- Aris Salonicco campione di Grecia

## Marcatori
| Gol |  |  | Giocatore           | Squadra    |
| --- |  |  | ------------------- | ---------- |
| 3   |  |  | Vikelidis Kleanthis | Olympiacos |
| 2   |  |  | Nikolois            | AEK Atene  |